# Орландо
Орландо (енгл. Orlando) трећи је по величини град америчке савезне државе Флорида. По попису становништва из 2020. у њему је живело 307.573 становника.

## Демографија
Према попису становништва из 2010. у граду је живело 238.300 становника, што је 52.349 (28,2%) становника више него 2000. године.
|                   | 2010.            | 2000.            |
| Укупно            | 238 300 (100,0%) | 185 951 (100,0%) |
| Белци             | 98 533 (41,35%)  | 94 452 (50,79%)  |
| Афроамериканци    | 66 876 (28,06%)  | 49 933 (26,85%)  |
| Хиспаноамериканци | 60 483 (25,38%)  | 32 510 (17,48%)  |
| Азијати           | 8 944 (3,753%)   | 4 982 (2,679%)   |
| Остали            | 3 464 (1,454%)   | 4 074 (2,191%)   |

## Међународна сарадња
- Ваљадолид
- Гуејлин
- Куритиба
- Оренбург
- Тајнан
- Урајасу
- Монтереј